# Aderus flavus
Aderus flavus es una especie de coleóptero de la familia Aderidae. Fue descrita científicamente por Léon Fairmaire en 1863.

## Distribución geográfica
Habita en Argelia.